# Gustavia dubia
Gustavia dubia är en tvåhjärtbladig växtart som beskrevs av Otto Karl Berg. Gustavia dubia ingår i släktet Gustavia och familjen Lecythidaceae. Inga underarter finns listade i Catalogue of Life.